# Leucochlaena blanca
Leucochlaena blanca là một loài bướm đêm trong họ Noctuidae.